# Erebochlora apiciflava
Erebochlora apiciflava är en fjärilsart som beskrevs av Paul Dognin 1892. Erebochlora apiciflava ingår i släktet Erebochlora och familjen mätare. Inga underarter finns listade i Catalogue of Life.